# Andreas Kousholt
Andreas Kousholt er en dansk radiovært, som er kendt fra DR P3's formiddagsprogram Danskerbingo. 